# Mention de signalisation routière

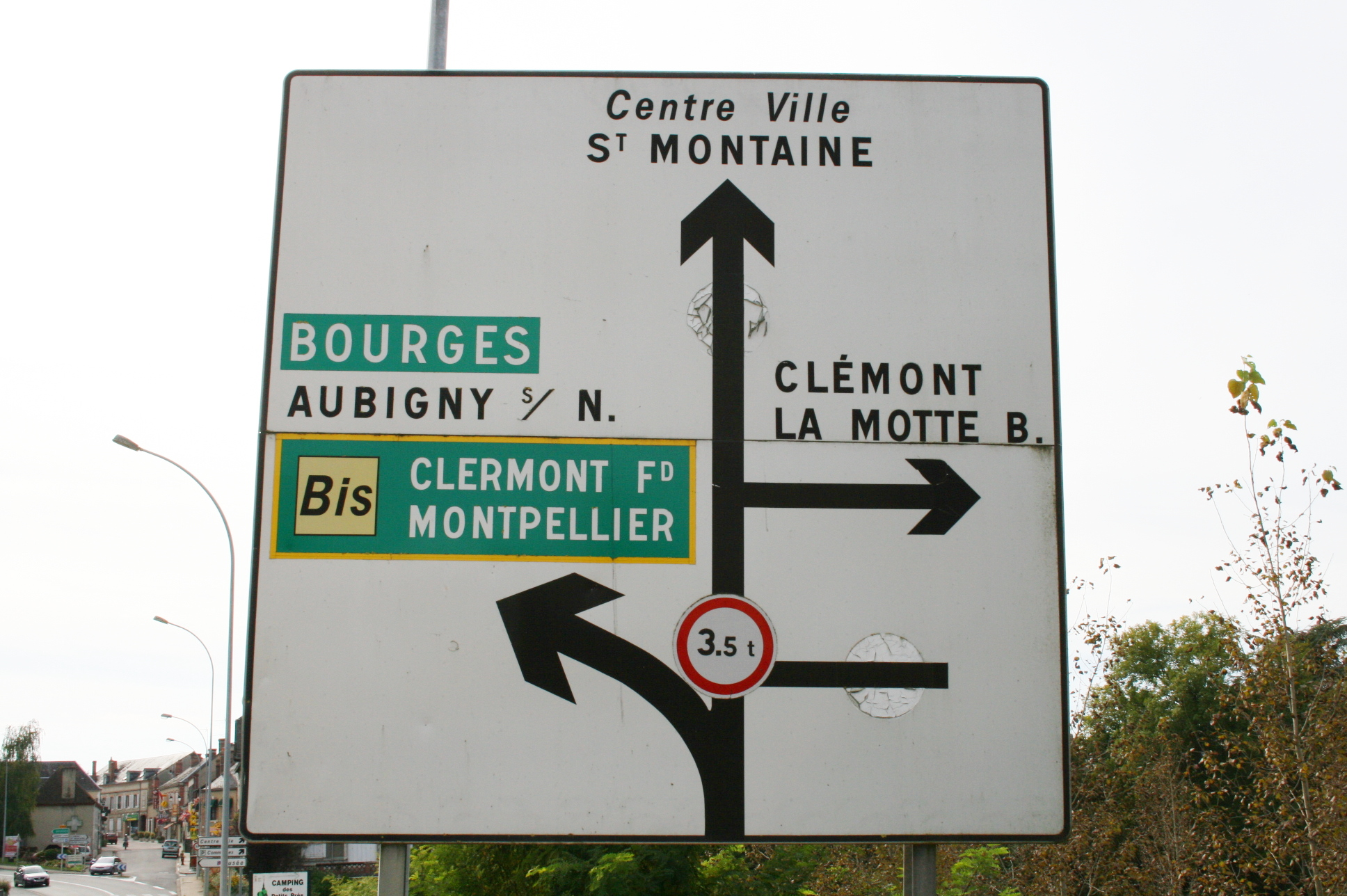
Exemple 1

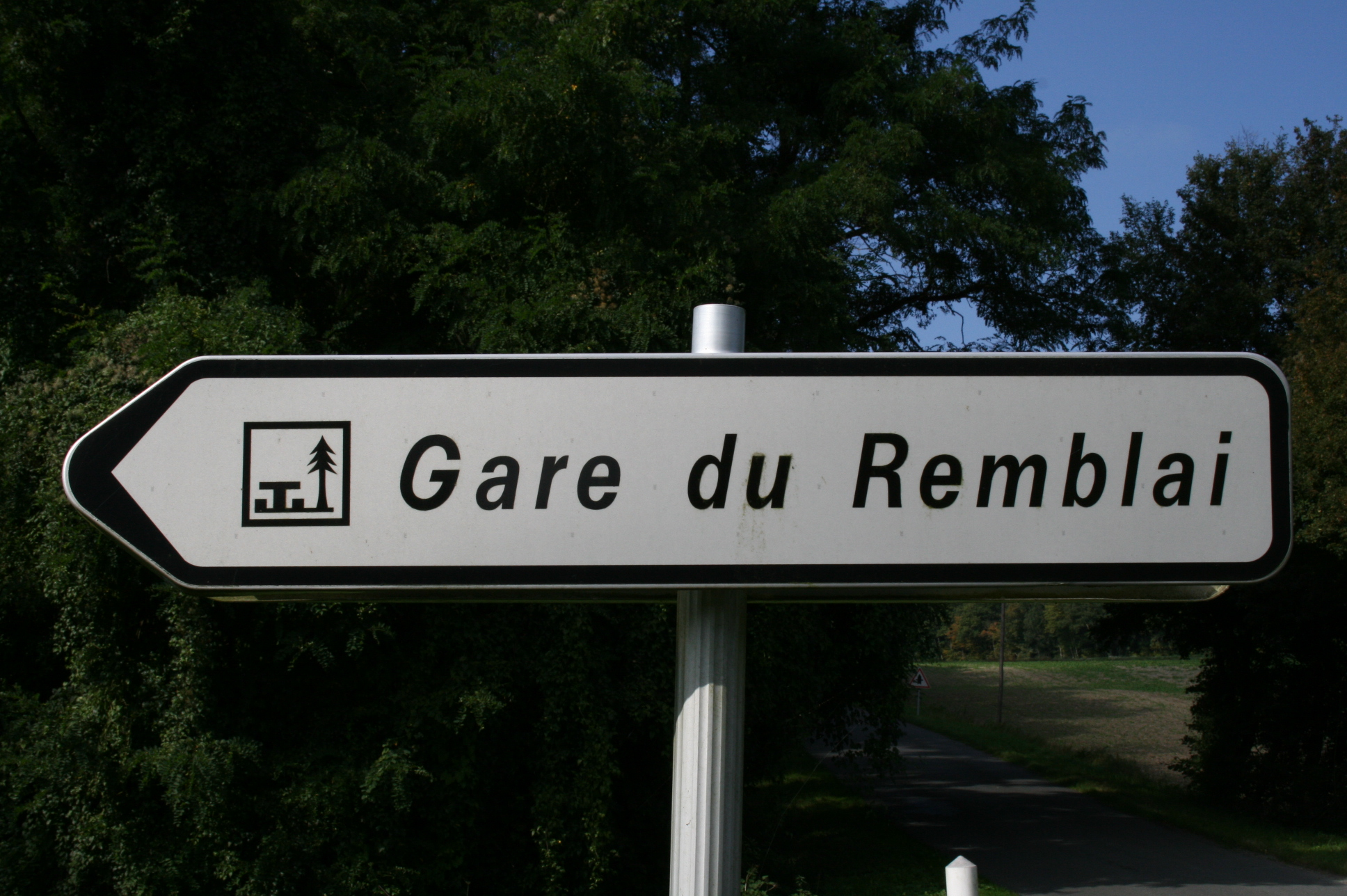
Exemple 2

Dans le domaine de la signalisation routière de jalonnement, une mention est une inscription littérale d’un nom de lieu ou de service sur un panneau de signalisation.
Dans l'exemple 1 ci-dessous, Bourges, Clermont-Ferrand, Montpellier mais aussi Centre-ville sont des mentions. Par convention la mention peut ne pas reprendre la graphie complète du nom de lieu concerné, comme AUBIGNY s/ N. pour Aubigny-sur-Nère.
Dans l'exemple 2, le nom de l’aire de pique-nique « Gare du Remblai » est aussi une mention.

## Règles et charte graphique
Les règles de dimensionnement et la charte graphique (typographie, couleurs, etc) sont différentes selon les pays.

## Sources
- Instruction interministérielle du 22 mars 1982 relative à la signalisation de direction.